# Arabidopsis pedemontana
Arabidopsis pedemontana là một loài thực vật có hoa trong họ Cải. Loài này được (Boiss.) O'Kane & Al-Shehbaz mô tả khoa học đầu tiên năm 1997.